# ملايين بروستر
ملايين بروستر هو فيلم من نوع مقتبس ‏ وكوميديا أُصدر في 1985. الفيلم من إنتاج وتوزيع يونيفرسال بيكشرز. وهو من إخراج والتر هيل، أما السيناريو فكان من كتابة Herschel Weingrod ‏ وجورج بار ماكوتشون وTimothy Harris ‏ وتيموثي هاريس. الفيلم مقتبسٌ من Brewster's Millions ‏ من تأليف جورج بار ماكوتشون.

## القصة
تقع أحداث الفيلم في نيوجيرسي ونيويورك.

## طاقم التمثيل
- آر دي كول
- بات هنغل
- جون كاندي
- ألان ميلر
- ريتشارد بريور
- دافيد وول [الإنجليزية]‏
- ريك مورانيس
- كونراد جينس
- هوم كرونين
- جيري أورباش
- ستيفن كولينز
- توفا فيلدشيا
- لين شاين
- غراند إل بوش
- دايفيد وايت
- Lonette McKee [الإنجليزية]‏
- مايك هاجرتي
- جو جريفاسي

## الإنتاج
موسيقى الفيلم التصويرية كانت من تأليف راي كودر.

## الاستقبال

### الميزانية والإيرادات
بلغت ميزانيّة الفيلم 20,000,000 دولار أمريكي، بينما بلغت إيراداته 45,833,132 دولار أمريكي.

## وصلات خارجية
- ملايين بروستر على موقع IMDb (الإنجليزية)
- ملايين بروستر على موقع ميتاكريتيك (الإنجليزية)
- ملايين بروستر على موقع روتن توميتوز (الإنجليزية)
- ملايين بروستر على موقع ألو سيني (الفرنسية)
- ملايين بروستر على موقع Turner Classic Movies (الإنجليزية)
- ملايين بروستر على موقع أول موفي (الإنجليزية)
- ملايين بروستر على موقع بوكس أوفيس موجو (الإنجليزية)
- ملايين بروستر على موقع فيلمافينيتي (الإسبانية)
- ملايين بروستر على موقع قاعدة بيانات الأفلام السويدية (السويدية)
- ملايين بروستر على موقع قاعدة بيانات الفيلم (الإنجليزية)